# شاله شوری
https://uploadkon.ir/uploads/dfe228_226213828b-582a-4d79-b983-1bb718fbc679.jpgبایگانی‌شده++در+۲۹+مارس+۲۰۲۰+توسط+Wayback+Machine
شاله شوری، روستایی از توابع بخش زرنه شهرستان ایوان در استان ایلام ایران است
عیسی خان یاسمی بزرگ منطقه ایوان و ایل بزرگ چولک یکی از مردان دلاور و جسور منطقه واز سرداران بزرگ ایل کلهر و مصلحان و بزرگان غرب کشور بودکه در تمام مسایل منطقه شرکت فعال داشت در جنگ رنو در سال 1308خورشیدی که باعث انحلال والیان پشتکوه شد وی یکی از سرداران بنام بود .وی یکی از سردارانی بود که از سوی رضا شاه نشان افتخار دریافت کرد . کدخدا عیسی دارای 800(خروار)زمین دیم و آبی در ایوان و ماهیدشت بود که هم اکنون در دست بازماندگانش میباشد. به گفته مردمان قدیم کسی توان نگاه کردن در چهره کدخدا عیسی را نداشته و مردی بسیار غیرتی و قدرتمند از هر لحاظ بوده وی تدبر خاصی در سیاست داشت .پسران وی مرحوم مشهدی رضا یاسمی .حاج اسد.حاج سیف اله حاج عزیز.فیض اله و علیخان یاسمی و همچنین برادران شیرزادی در گیلانغرب که معروفند به برادران شیرزاد خان نام برد . کدخدا عیسی خان یاسمی کدخدای چولک و روستای شاله شوری _از ویژگی های مرحوم کد خدا عیسی میتوان در دلاوری و شجاعت در جنگ رنو اشاره کرد که نامی اشنا و دلیر است که به او لقب خان برنده دادند . مردم روستای شاله شوری دارای اصالتی اصیل و بزرگ هستند و از اولین روستاهای زمان قدیم درغرب کشوراست که در آن برای اولین بار مدرسه دایر شد

## جمعیت
این روستا درهمسایگی بخش زرنه و رستم‌خان قرار دارد و براساس سرشماری مرکز آمار ایران در سال ۱۳۸۵، جمعیت آن 110 نفر (19خانوار) بوده‌است اولین دبستان ایوان در حوزه روستاها سال 1347در سطح روستاهای شهرستان ایوانغرب در روستای شاله شوری تاسیس شد تحت عنوان دبستان طاهری روستای شاله شوری که اکثر دهات های اطراف ان زمان در انجا تحصیل ابتدایی میکردند اسم شاله شوری از شورا برگرفته شده چرا که تمام تصمیم گیری های منطقه با حضور کدخدا عیسی خان یاسمی بزرگ شاله شوری و چولک گرفته شده است